# 交通规划
交通规划是一门关于交通设施选址、配设等领域的学科。
传统意义上的交通规划包括线路规划，站场选址与设计，以及交通流的调配等，一般的方法为：确定规划目标，明确主要问题，提出多种方案，选择最优方案，最后实施规划。其他的考虑因素包括人的行为因素，组织步骤，以及政治博弈。
现代交通工程已是一门跨领域、涵盖多个学科的应用型学科。比如说，行为心理学逐渐在交通规划中扮演越来越重要的角色。地理学、经济学、运筹学与最优化理论等也是交通规划的重要基础。